# Haukijärvi (Gällivare socken, Lappland, 744659-174423)
Haukijärvi är en sjö i Gällivare kommun i Lappland och ingår i Kalixälvens huvudavrinningsområde.